# Collège d'ingénierie de Pune

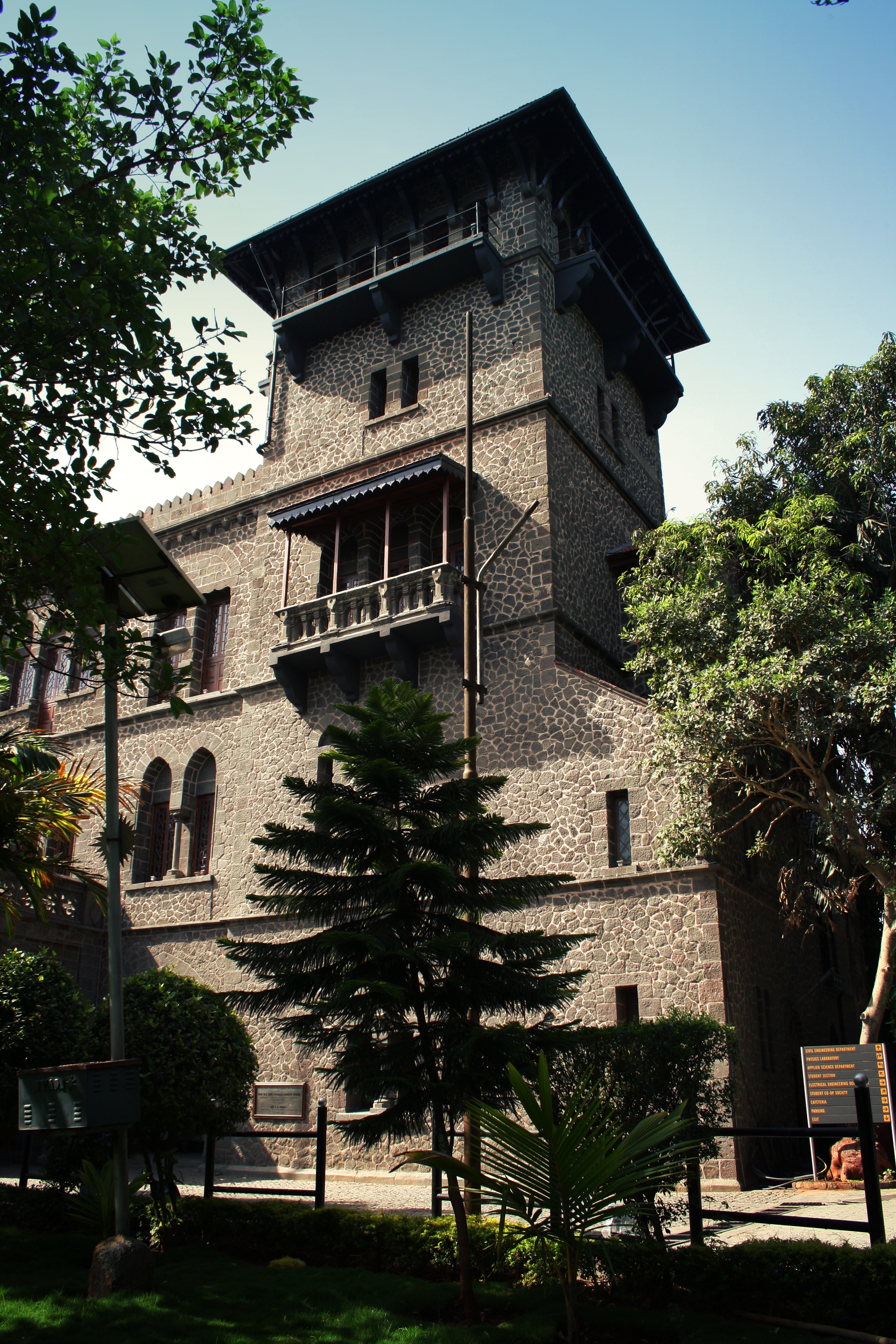
Bâtiment principal du COEP, où se trouvent les bureaux administratifs.

Le collège d'ingénierie de Pune (en anglais, le « College of Engineering, Pune », ou COEP) est une école d'ingénieurs autonome avec une affiliation à l'Université de Pune, dans le Maharashtra, en Inde. Fondée en 1854, elle est la troisième plus ancienne école d'ingénieurs en Asie, après le collège d'ingénierie de Guindy (en) (fondé en 1794) et l'IIT Roorkee (en) (fondé en 1847),,. Les étudiants et diplômés du COEP sont familièrement appelés « COEPians ». Au début des années 1950, on se référait au modèle d'étude de l'université comme étant le « modèle Poona » (« the Poona model »).

## Histoire

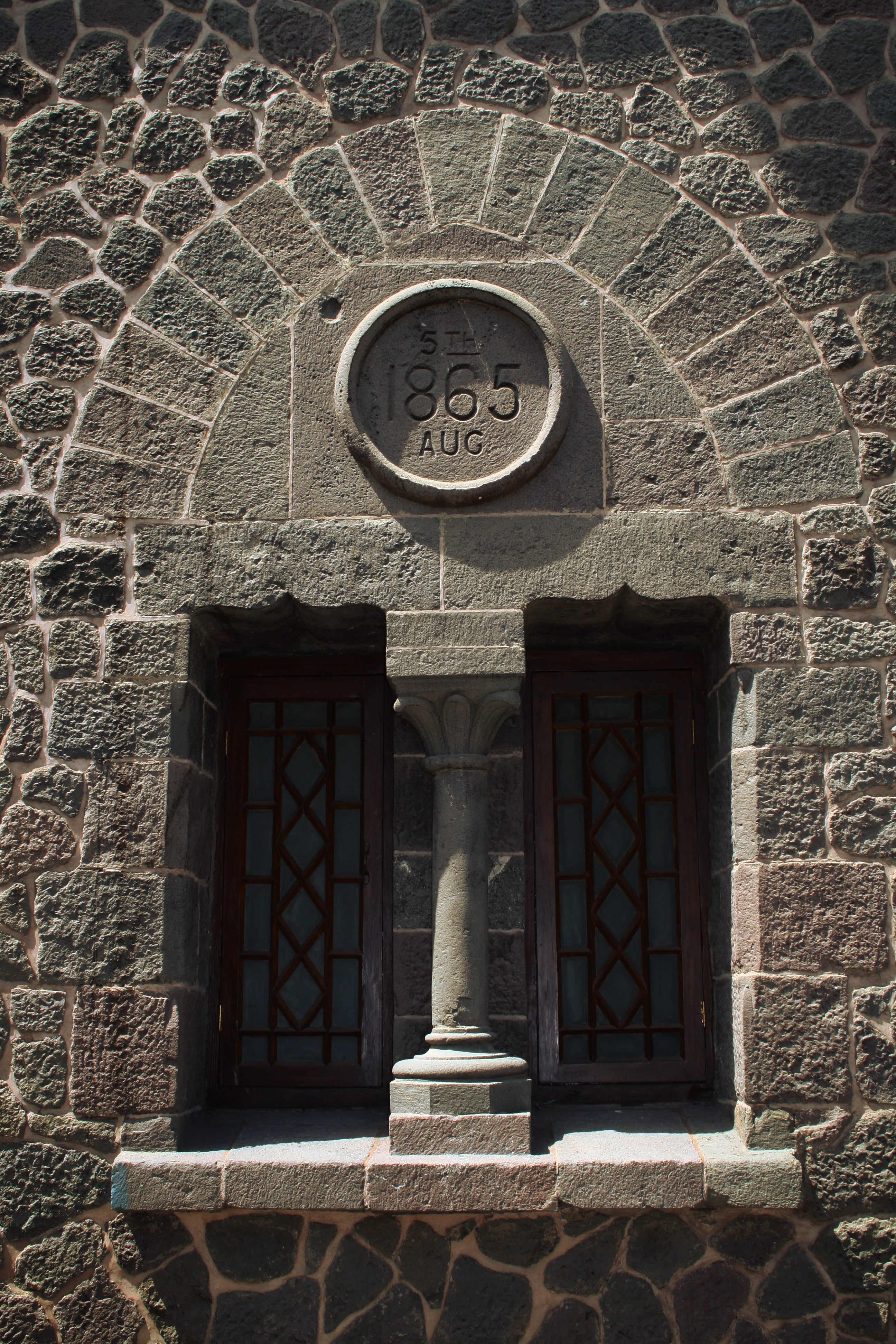
Pierre portant la date du début de la construction des bâtiments actuels.

Le collège a été l'un des tout premiers fondés par les Britanniques pour desservir l'ensemble du sous-continent indien. La première pierre du nouveau collège a été posée par le gouverneur, Sir Henry Bartle Frere, qui devait devenir le vice-chancelier de l'université, le 5 août 1865,,. En juin de l'année suivante, Theodore Cooke M.A. fut nommé directeur du collège. Il devait occuper ce poste pendant les 28 années suivantes,.
Le collège fut fondé au départ sous le nom de « Poona Engineering Class and Mechanical School » pour former des cadres subalternes chargés de travaux de génie civil tels que des barrages, des canaux, des chemins de fer, des ponts et autres bâtiments,,,,.
En juillet 1857, Henry Coke fut chargé de diriger l'institut. Chaun pouvait y être admis, sans distinction de nationalité ou de caste, à condition d'avoir une bonne maîtrise de l'anglais et une connaissance de base des mathématiques. Pour pouvoir être admis, le candidat devait tout d'abord déposer sa candidature auprès de l'école gouvernementale anglaise la plus proche, où on lui remettait les documents de l'examen d'entrée. Le proviseur faisait passer l'examen à une date qui lui convenait, et remettait les réponses du candidat à Henry Coke, responsable de l'école de mécanique. Après examen de ces réponses, Cokes informait le proviseur de l'école du nom des candidats qu'il jugeait dignes d'être admis. Des bourses de six roupies par mois étaient offertes à 15 élèves après une période de six mois d'études à l'école de mécanique. Les cours proposés incluaient les mathématiques, le dessin, l'arpentage et le nivellement et la construction. Les études duraient deux ans.

## Galerie de photographies montrant l'architecture du collège

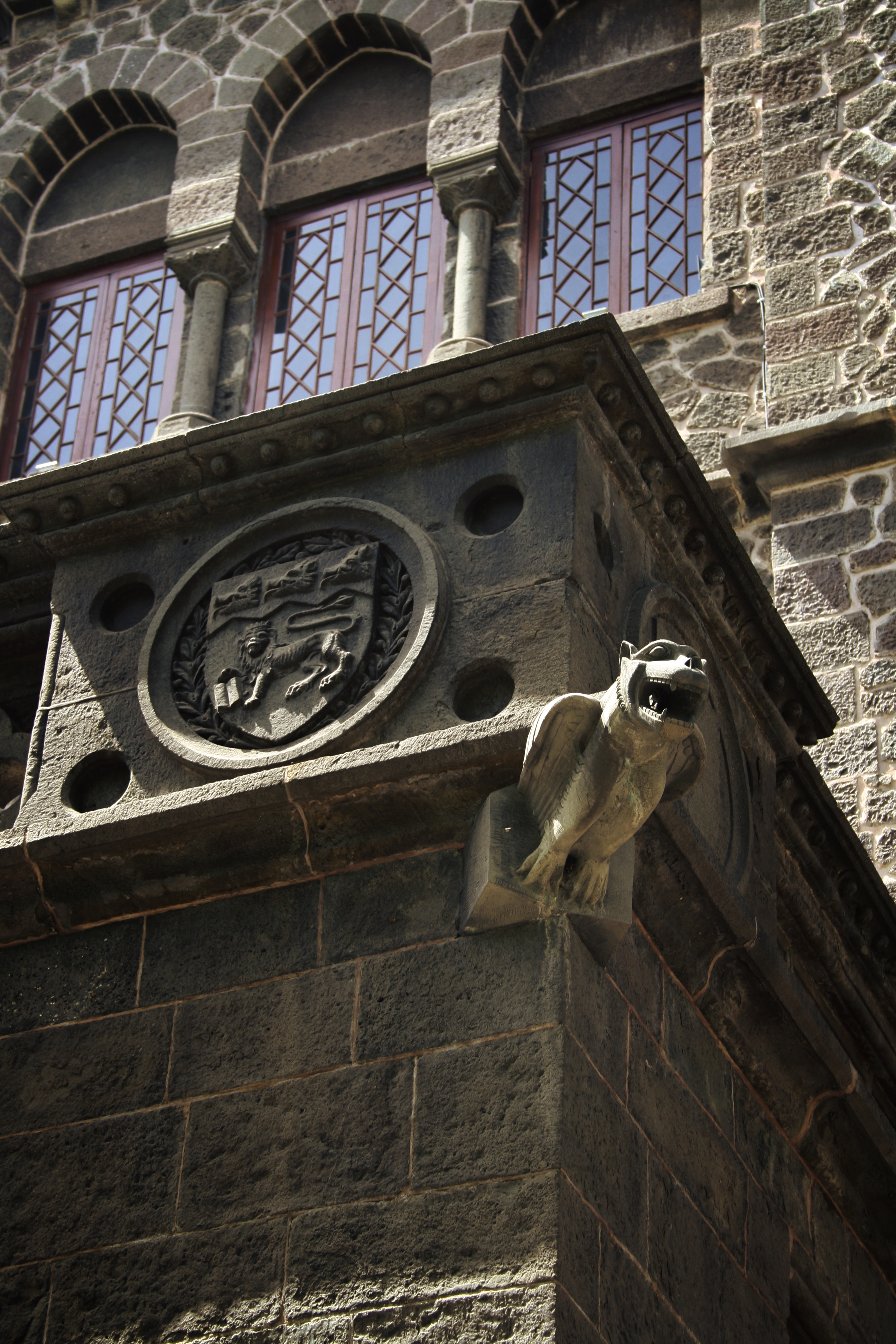
Gargouille restaurée et restes du blason remontant à l'époque britannique.
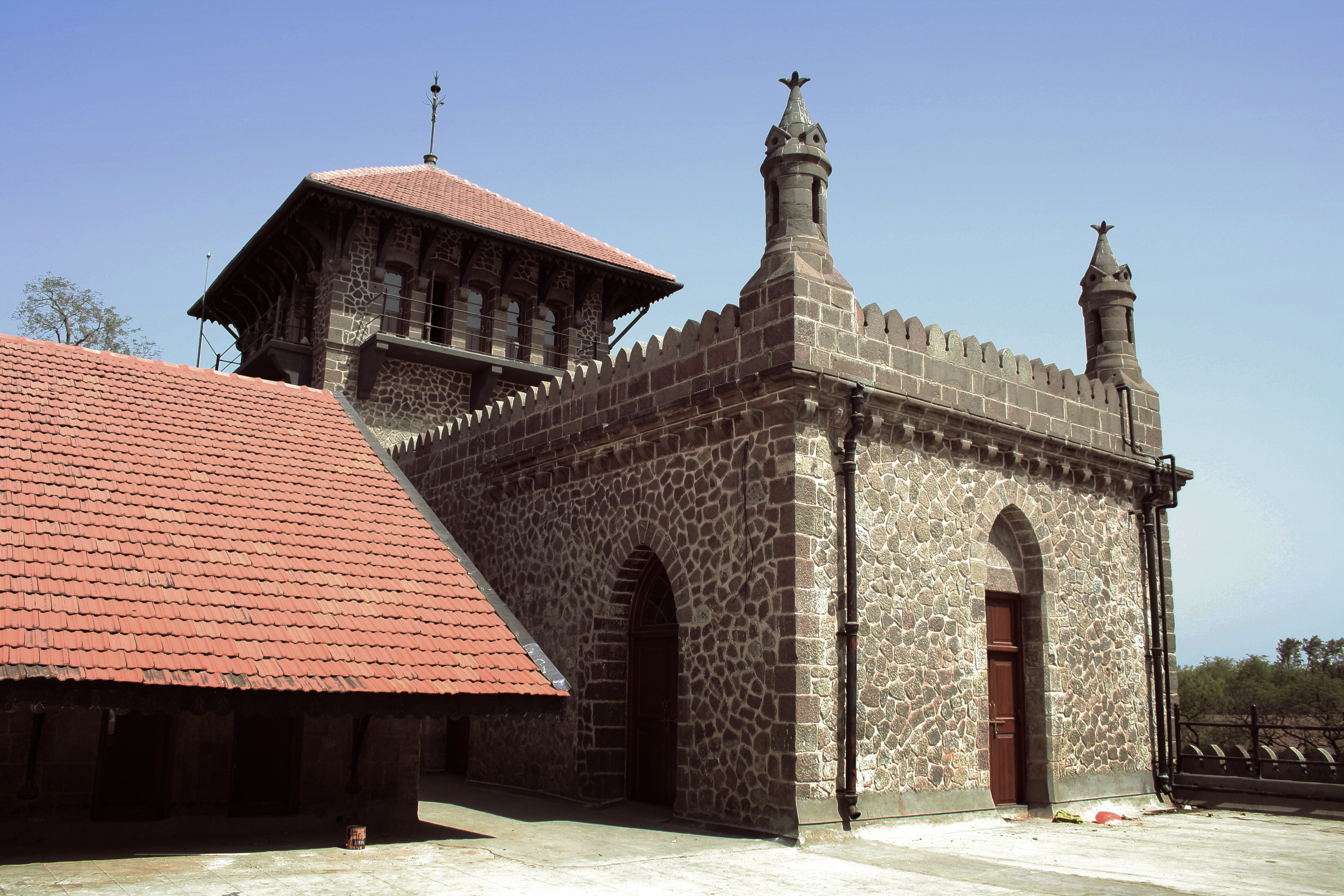
Tour principale vue de la terrasse.
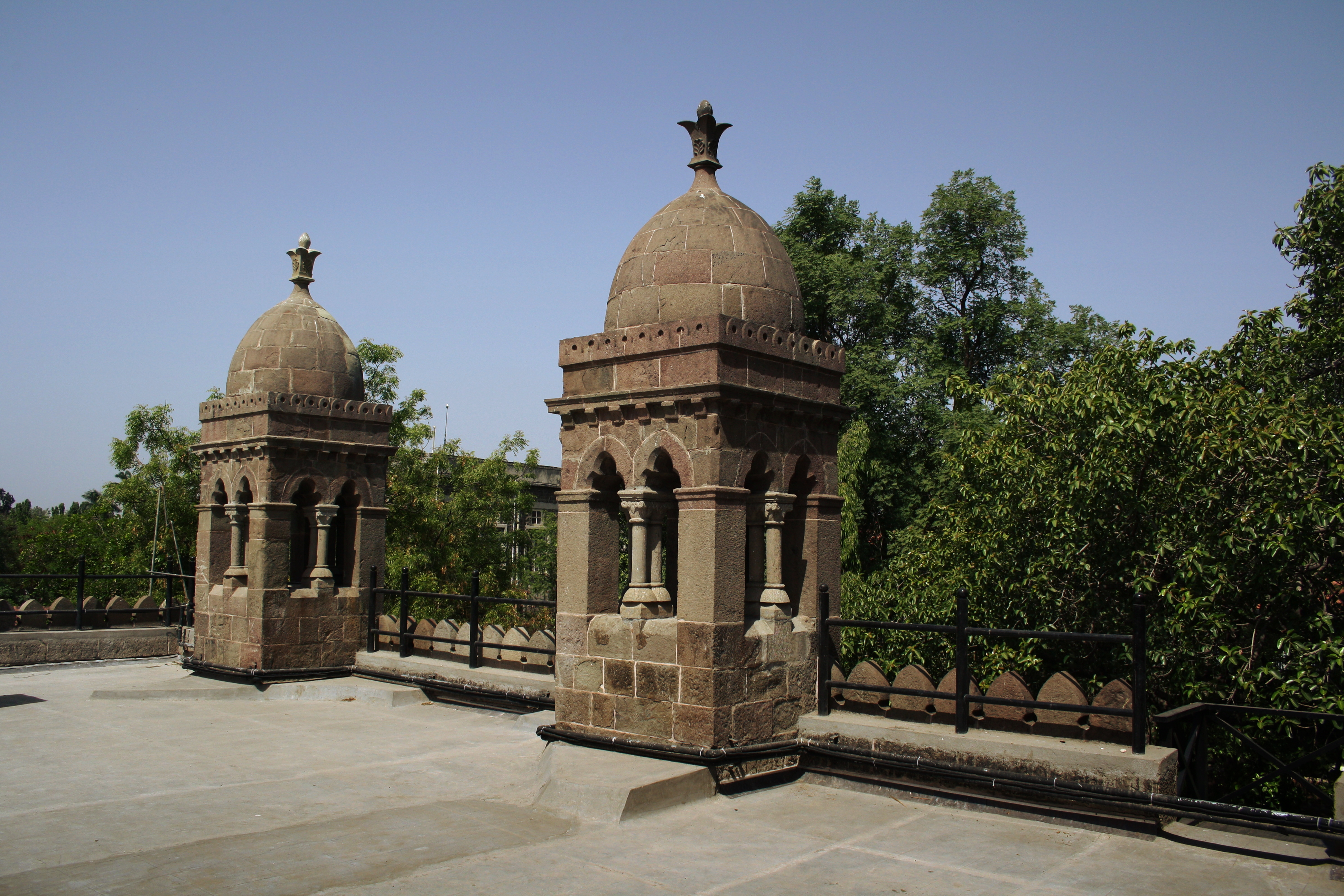
Autre vue de la terrasse.
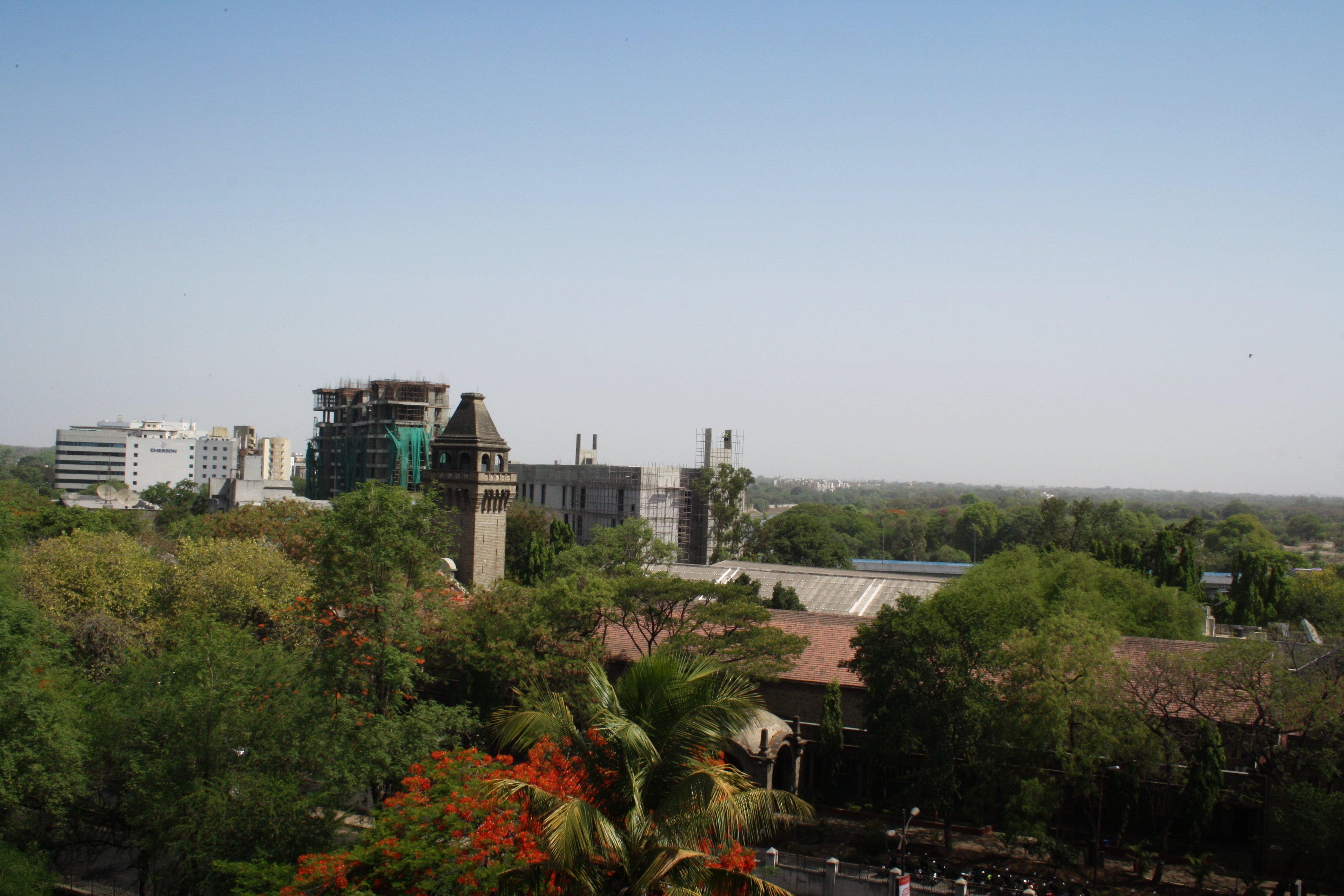
Le département de mécanique et la cheminée vus de la tour.
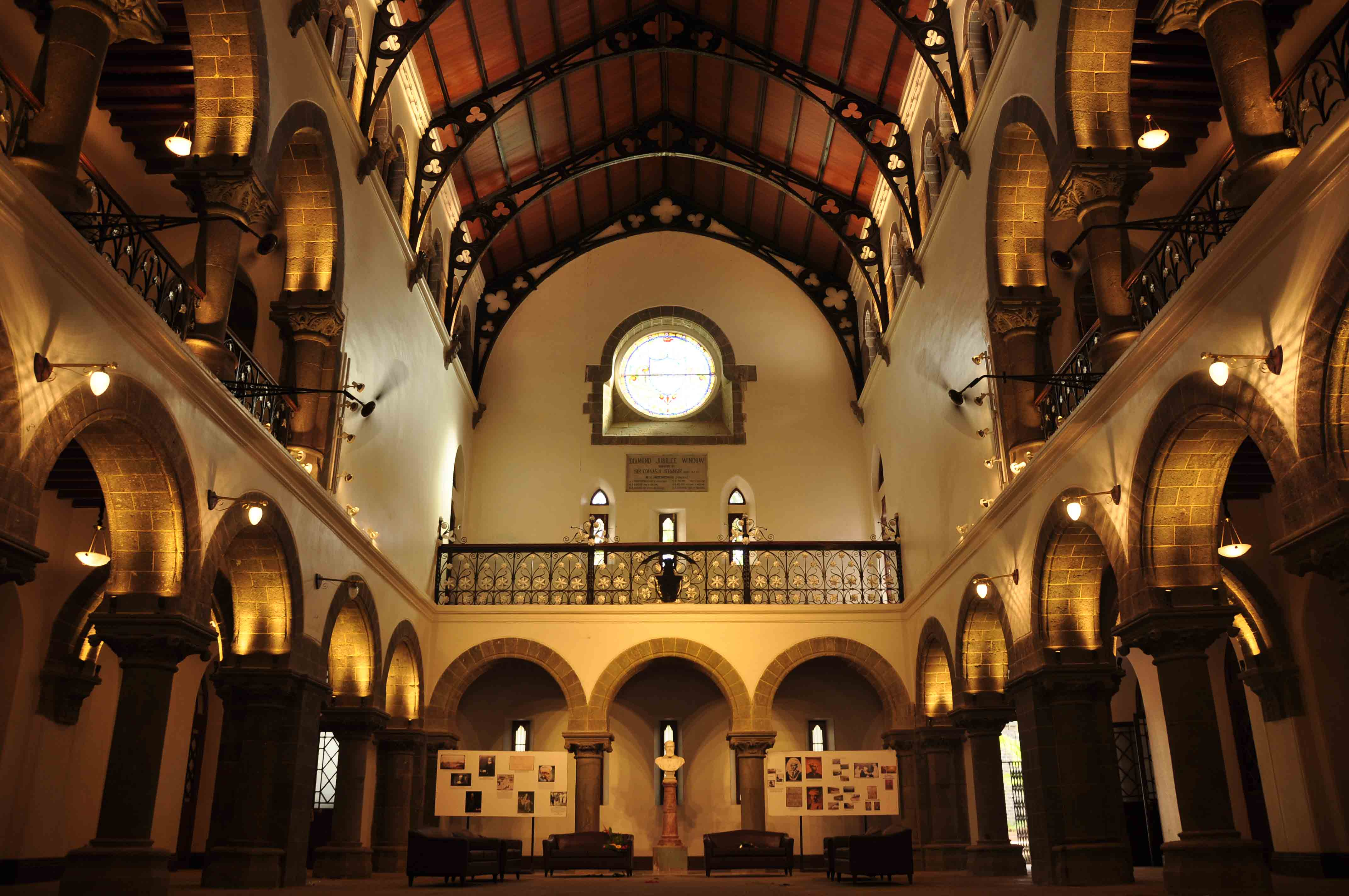
Le hall principal rénové.
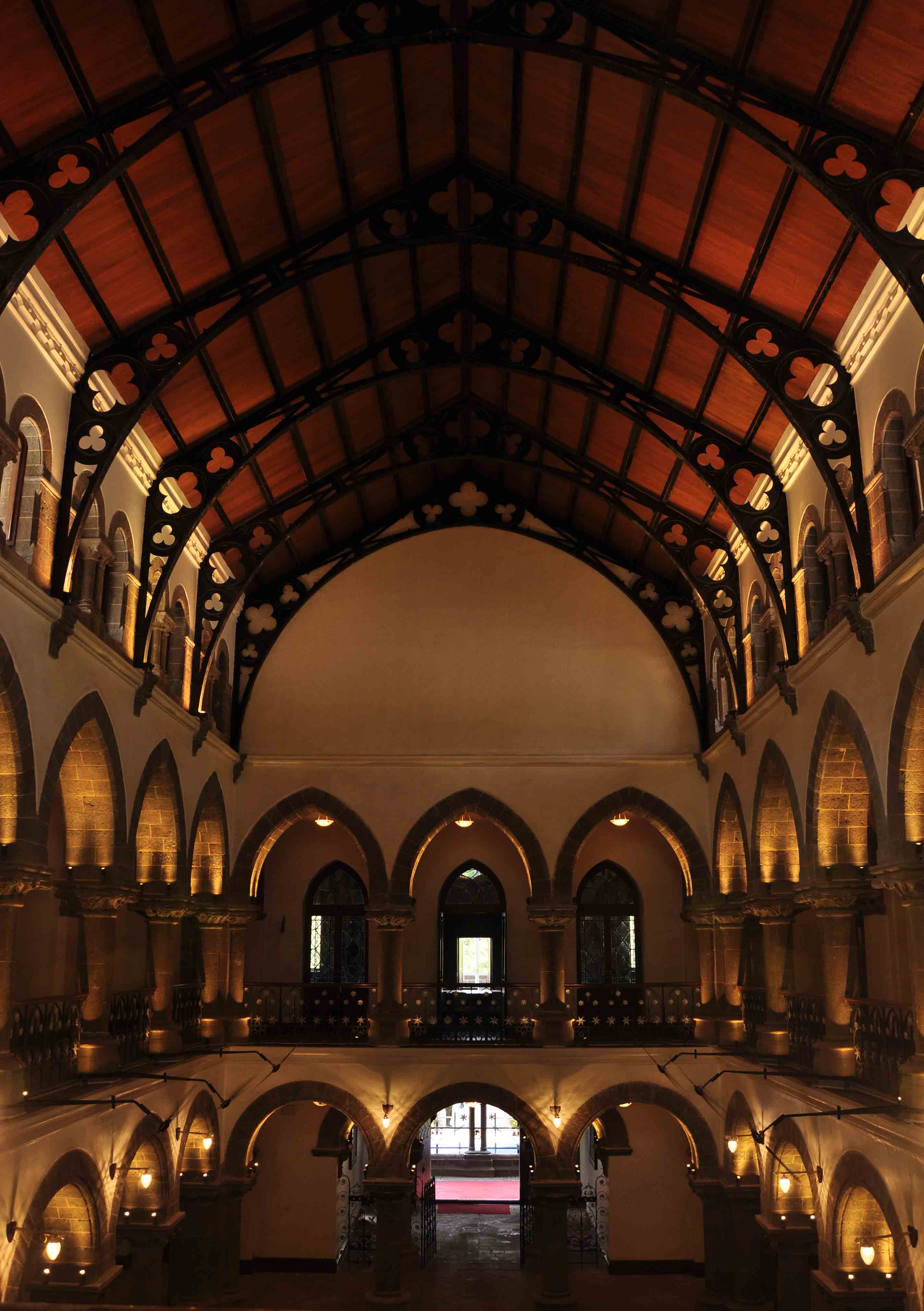
Le hall principal vu du premier étage.
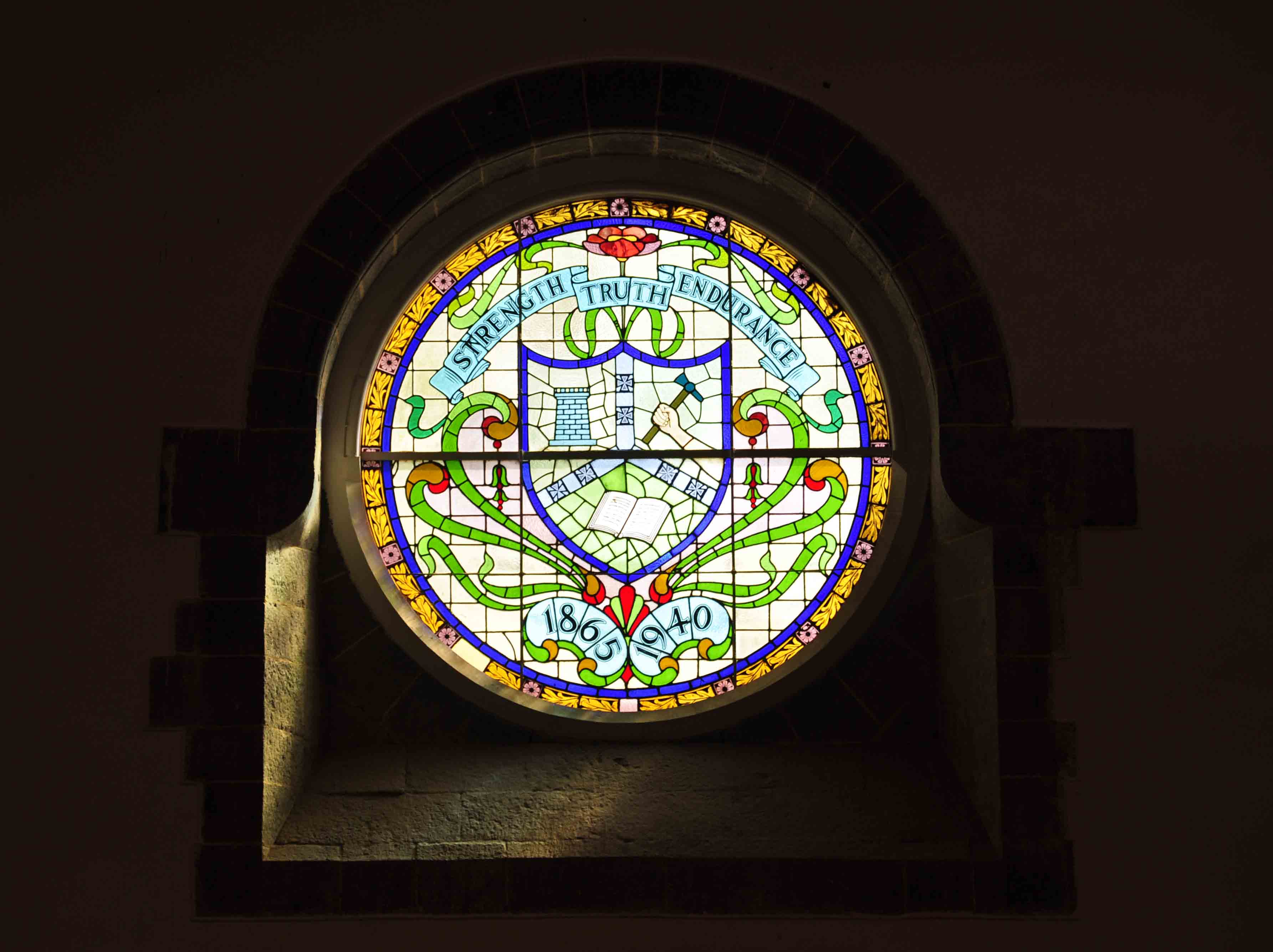
Fenêtre du Jubilé de diamant à l'intérieur du hall principal.
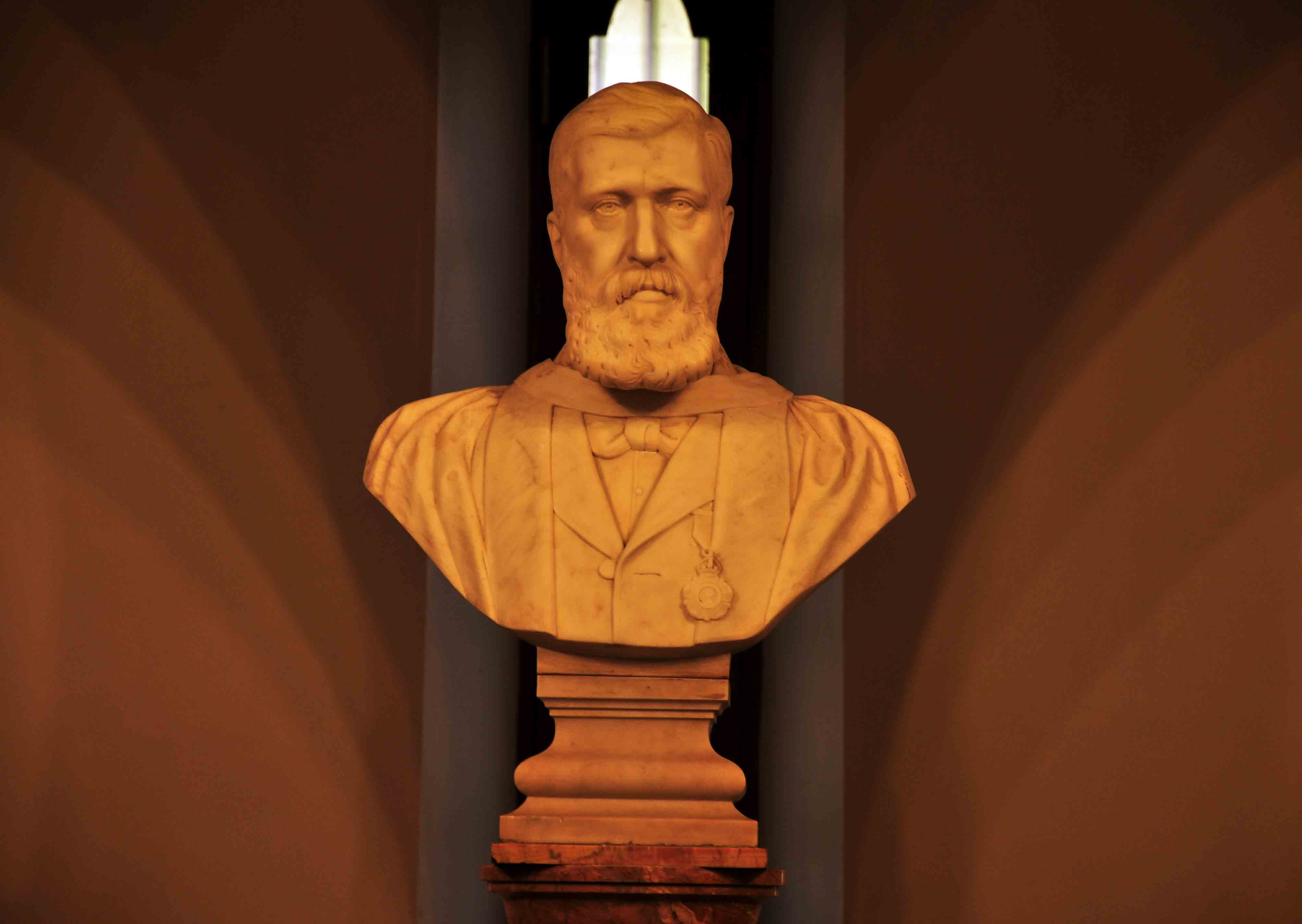
Buste de Sir Theodore Cook, le premier directeur du COEP.